# Jean-Jacques Milteau
Jean-Jacques Milteau (ur. 17 kwietnia 1950 w Paryżu) – francuski harmonijkarz bluesowy, śpiewak i autor tekstów piosenek.

## Kariera
Milteau zaczął interesować się harmonijką w roku 1960, kiedy po raz pierwszy usłyszał muzykę rockową i folk (Bob Dylan, The Rolling Stones). Grał z francuskimi piosenkarzami takimi jak Yves Montand, Eddy Mitchell, Jean-Jacques Goldman, Maxime Le Forestier, Barbara i Charles Aznavour w różnych stylach, od bluesa do jazzu.
W 1989 nagrał swoją pierwszą płytę (Blues Harp). Koncertował z gitarzystą Manu Galvinem. Gościnie występowali z nim Mighty Mo Rodgers i Demi Evans.
Opracował metody nauki gry na harmonijce ustnej.

## Nagrody
- 2001 : najlepszy album bluesowy (Memphis, Victoire de la musique)

## Wybrana dyskografia
- 1989: Blues Harp
- 1991: Explorer
- 1992: Le grand blues band et J.J. Milteau
- 1993: Live
- 1995: Routes
- 1996: Merci d'être venus
- 1998: Blues live
- 1999: Bastille blues
- 2000: Honky Tonk blues (live)
- 2001: Memphis (gościnnie Little Milton i Mighty Sam McClain)
- 2003: Blue 3rd (Gil Scott-Heron, Terry Callier, N’Dambi, Howard Johnson)
- 2006: Fragile
- 2007: Live, hot n'blues(Demi Evans, Andrew Jones)
- 2008: Soul Conversation (Michael Robinson, Ron Smyth)